# 주평 (작가)
주평(朱萍, 본명은 주정웅(朱正雄), 1929년 ~ )은 대한민국의 극작가이다. 대한민국 아동극을 개척한 1세대이자 효시로 일컬어진다.

## 생애

### 어린 시절
본관은 신안(新安)이며 일제 강점기 경상남도 의창군 진해면(지금의 대한민국 경상남도 창원시 진해구)에서 출생하였고, 지난날 한때 경상남도 의창군 창원읍에서 잠시 유아기를 보낸 적이 있으며 그 후 경상남도 진주에서 성장하였다.

### 육군 장교 복무와 문학 활동
1953년에 육군 갑종사관으로 육군 소위 임관하여 군 복무 내내 육군 수도사단에서 복무하였고, 1953년부터 이듬해 1956년까지 소대장으로 복무하며 그 와중 1953년에는 한국 전쟁에 참전하였다. 소대장 복무 중 1955년 중위로 진급하였으며 1년 후 1956년에 정훈장교 복무, 1956년부터 이듬해 1957년까지 영어 통역장교 복무, 1957년 중대장 보임과 동시에 대위 진급하였으며 1957년부터 1958년까지 중대장 복무하다가 1958년 대위로 예편하였다.
그는 부산대학교 재학 시절에 유치진(柳致眞)으로부터 극문학(劇文學)을 배운 후 30세 때인 1958년에 극작가로 첫 입문하였으며 1962년 한국아동극협회를 창설하여 회장이 되었고, 1976년 사임 후 미국에 건너갔다. 이후 미국에서 여러 극단 등을 운영하다가 2004년 영구 귀국하였고 이듬해 주평동극상을 제정하여 활동하고 있다.